# 阿罩霧庄攻防戰
阿罩霧庄攻防戰，戴潮春事件系列戰役之一，發生於臺灣清領時期同治元年（1862年）農曆三月十五日至四月間的戰役。原四塊厝團練首領林日成協助清軍平定大墩一帶的戴潮春與天地會騷動，林日成卻於三月十五日倒戈，進攻同來助陣的林奠國阿罩霧團練，雙方在阿罩霧庄鏖戰至四月份，羅冠英（潮州客家）率東勢角民勇馳援，總算讓強攻不下多時的林日成部隊退兵。

## 背景
由於18、19世紀的台灣官民比例失衡，駐軍匱乏，吏治不彰，政府長期處於失能狀態，地方秩序常常維繫於地方豪族之上。:96-103地方若有動盪，政府常要求地方豪族出「團練」協助鎮壓，自嘉慶年間蔡牽事件後，透過民間自組「團練」、「聯境」參與城防、隨同營兵征戰的現象日益普遍。:172-175
咸豐十年（1860年），因應太平天國之亂，清廷甚至徵召 3000 名臺勇參戰:212，阿罩霧的林文察便號召 2000 名鄉勇前往浙江:116-117，阿罩霧林家原為霧峰上谷一帶極為強盛的豪族，卻也因此浮現人丁短缺的隱患。:134-135

### 土豪私仇
戴潮春事件帶有濃厚的土豪之間的私仇鬥爭色彩，其中阿罩霧林家坐擁上谷地區，勢力強大，但與周遭豪族常有利益衝突、關係不睦:111-114；譬如阿罩霧林家和戴萬桂（戴潮春兄長）曾因爭搶田租，爆發械鬥、北投（今南投縣草屯鎮）洪家則因掌握「霧峰水圳」，傳阿罩霧人對取水條件不滿，洪家首領洪番因此被阿罩霧人殺害，雙方暴力事件頻傳。:133-136
而林日成與林奠國雖為同宗，但林家有所謂前厝、後厝之分。林日成乃後厝系，祖上林和尚曾殺害前厝系的林定邦（即林奠國之弟、林文察之父），而嗣後林文察亦手刃林和尚以報父仇，故雙方互有血債，自1850年代起便有爭搶水源田租之糾紛。

## 前哨戰
同治元年（1862年）三月，四張犁土豪戴潮春與天地會在大墩一帶倡亂，朝廷檄召四塊厝林日成率領 400 勇、阿罩霧林奠國率領 600 勇（一說僅 400 勇）助陣，原本官兵在大里杙一帶作戰略占上風，但三月十五日，林日成調兵攻向林奠國，林奠國迅速撤退回阿罩霧庄，官兵一時孤立無援，戴潮春趁勢擊潰官兵，斬殺淡水同知秋曰覲，進軍彰化縣城。
而戴潮春於三月間起事之初，北投暨萬斗六的洪家一度猶豫，思量應協助朝廷的官軍（白軍）或者加入反抗官軍（紅軍）一方，後來當阿罩霧勢弱，陷入圍困，洪家自覺是與阿罩霧林家清算恩怨的良機，便投入紅軍，協助林日成圍剿阿罩霧庄。:133-136

## 過程

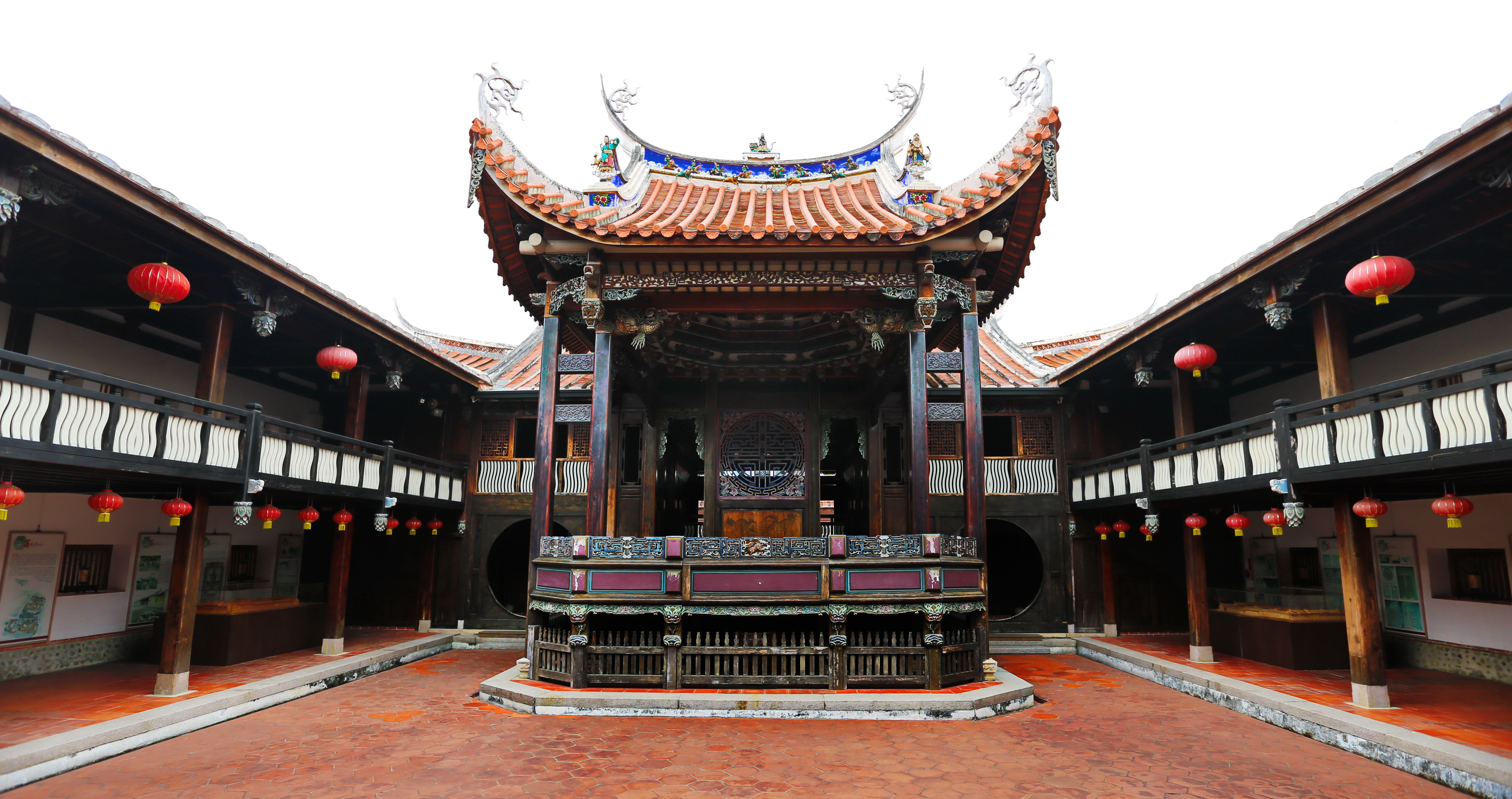
霧峰宮保第，阿罩霧攻防戰參與者家族之宅第。

林奠國與部下迅速返回阿罩霧庄之後，立即開始部屬防禦工事，如挖掘河道、建築要塞、囤積米糧，購買軍備，甚至遣派親信前往內山，請求原住民部落的救援。
林日成擊潰一部分阿罩霧練團之後，便開始和其他地方首領商議，經過相互討論之後，其他首領同意幫助林日成，一起進攻阿罩霧庄，除林日成部隊之外，參與反官軍（紅軍）的總數約莫有3萬人。而阿罩霧庄早先因林文察大量徵兵，前往浙江平定太平天國之亂，阿罩霧人力極為欠缺，根據林家《西河林氏族譜》紀錄這段歷史，當阿罩霧庄被叛軍包圍之時，全庄僅有 72 男丁能上場打仗。（《臺灣通史》載 76 名）:133-136
林奠國長子林文鳳組織守軍，率數隊出擊、挾險扼守，拒卻紅軍於庄北，林日成軍隊連夜猛攻，或一日陷圍數次，林文鳳挾仍以地理屏障與鎗炮掩護，連續抵禦林日成三日猛攻。林文鳳從自家糧倉取出穀物分送與村民，士氣始終保持高昂，防範自白天迄於黑夜乃至黎明攻擊不間斷的紅軍。林日成攻勢受挫，決意調整戰略，以「圍庄」、「防堵」的方式，周遭插滿紅旗，企圖逼迫阿罩霧林家在彈盡糧絕的情況下，出面投降。:133-136
北投洪家稍後投入戰局，在林日成包圍阿罩霧庄中助陣，切斷阿罩霧灌溉渠道的水源，並攻打附近有援助阿罩霧的村莊，洪家婦女甚至騎馬繞庄，為洪家的男丁打氣、抬舉聲勢，同治元年（1862年）夏四月，阿罩霧庄逢包圍又缺水，可謂陷入極度危難之中:133-136；據鄉野傳聞，神農大帝此時忽然顯靈，令土地公運送甘泉自庄內古樟樹旁湧出，幸賴此井，阿罩霧庄解缺水之災，嗣後乃建霧峰聖賢宮、阿罩霧福德祠，以謝神恩。
翁仔社羅冠英聞訊，率領 200 名東勢角粵勇（客家人），花費兩日翻過山區馳援，當羅冠英等抵達阿罩霧庄內，阿罩霧內部對援軍可否信賴出現猶豫，林文鳳力排眾議，下令宰殺牛羊，大設筵席款待羅冠英以及村民，並取出自家珍寶餽贈眾人，表達誠摯感謝之意，此舉獲得羅冠英等人的信賴，誓約共同伐賊，阿罩霧庄人與東勢角練勇戮力同心之下，順利大破林日成。:133-136
林日成不甘之下，只得撤軍，於同年五月間進駐彰化縣城。

## 結果
- 林日成退兵後，五月間前往彰化縣城，與戴潮春會晤，和戴潮春爭論損失。戴潮春所率天地會附黨雖多，終究不過烏合之眾，不似林日成與陳弄（啞狗弄）所率之宗族部隊，身經百戰且軍容壯盛。戴潮春權衡之下，讓出彰化縣城予林日成治理，自己則返回四張犁故鄉，又赴往南北投（今南投市、草屯鎮）、沙仔崙（今田中鎮）和水沙連等處，派送糧餉。[1]
- 林日成主力雖退兵，但仍有反抗軍環伺阿罩霧庄（如北投洪家），阿罩霧庄人手僅足自保，尚無能力出征、反攻敵軍。[4]

## 軼聞
林文察手下有一武夫，名喚張橫，可耍二十斤大刀自如，外號「青馬橫」，叛軍則有許存者，善用釘鈀，自比「虎癡許褚」，雙方約好不用火器，先鬥兵器、後以肉拳相搏，單挑五日不分勝負，第六日張橫失手陣亡。張橫有一幼女張雲英，拚死奪回父屍，並再約許存單挑。許存自信武勇，欣然應允，叛軍參謀程有智出言勸誡：「古云婦女、頭陀、僧人乃兵家三忌，不可不小心謹慎。」許存卻以張雲英秀色可餐，應當活捉，心存輕佻，在雙方單挑期間，出手扭拉女方的腰帶，被張雲英逮住破綻，斬斷左臂，並手刃對方，剖其心拜祭老父。東勢角義首羅冠英聽聞此事，欽慕張雲英的武勇，便向張雲英求婚，卻被拒絕。